# Hovi Star
Hovi Star (født 19. November 1986) er en israelsk sanger, der repræsenterede Israel ved Eurovision Song Contest 2016 med sangen "Made of Stars", hvor han opnåede en 14. plads.

## Eksterne envisninger
- Wikimedia Commons har flere filer relateret til Hovi Star

 Der er for få eller ingen kildehenvisninger i denne artikel, hvilket er et problem. Du kan hjælpe ved at angive troværdige kilder til de påstande, som fremføres i artiklen.